# Aphonopelma armada
Aphonopelma armada es una especie de araña migalomorfa del género Aphonopelma, familia Theraphosidae. Fue descrita científicamente por Ralph Vary Chamberlin en 1940.
Habita en los Estados Unidos.